# Апухтино (Задонский район)
Апухтино — деревня в Задонском районе Липецкой области России. Входит в состав Болховского сельсовета.

## Географическое положение
Деревня расположена на Среднерусской возвышенности, в южной части Липецкой области, в западной части Задонского района, к западу от реки Дон. Расстояние до районного центра (города Задонска) — 7 км. Абсолютная высота — 178 метров над уровнем моря. Ближайшие населённые пункты — деревня Миролюбовка, село Болховское, деревня Барымовка, деревня Колодезная, Студёновка, деревня Ливенская. Вблизи Апухтино проходит автотрасса федерального значения М4 «Дон».

## Население
| 2010 |
| ---- |
| 12   |

По данным Всероссийской переписи, в 2010 году численность населения деревни составляла 12 человек (6 мужчин и 6 женщин). Количество личных подсобных хозяйств — 5.

## Улицы
Уличная сеть деревни состоит из одной улицы (ул. Одноличка).